# François Houang
François Houang (Houang Kia-tcheng), né le 14 septembre 1911 à Suzhou (Jiangsu) et mort le 4 mai 1990 à Issy-les-Moulineaux, est un prêtre oratorien, philosophe, théologien, traducteur, écrivain et professeur.

## Biographie
Houang Kia-tcheng quitte la Chine en 1932 avec une bourse d'études. Accueilli au foyer de l'Institut franco-chinois de Lyon, une rencontre avec Jean Wahl, spécialiste de la philosophie hégélienne, l'amène à renoncer à ses études scientifiques pour la philosophie, à la recherche des fondements métaphysiques de l’existence personnelle. Il finit par se convertir au catholicisme en 1945 après un cheminement complexe où il rencontre notamment les jésuites Henri de Lubac et Jean Daniélou et l'abbé Édouard Duperray, aumônier du foyer franco-chinois. Ordonné prêtre à Montsoult le 28 octobre 1952 dans la Congrégation de l'Oratoire, il est nommé plus tard vicaire de l'Église Saint-Eustache aux Halles.
Il enseigne la langue et la philosophie chinoises à l'Institut national des langues et civilisations orientales et le bouddhisme à l'Institut catholique de Paris.

## Publications
- Lao-Tzeu, La Voie et sa vertu, Tao-tê-king, texte chinois présenté et traduit par François Houang et Pierre Leyris, 1949,  coll. Points-Sagesses no 16, Le Seuil, 1979, 2004  (ISBN 978-2-02-005067-8)
- François Houang et Roger Mouton, Les Réalités de Vatican II et les désirs de Monseigneur Lefebvre, Fayard, 1978.  (ISBN 978-2-213-00578-2)
- François Houang, Les Manifestes de Yen Fou, Fayard, 1977  (ISBN 978-2-213-00452-5)
- François Houang, Le bouddhisme, de l'Inde à la Chine,  Vrin, 1963
- François Houang, Âme chinoise et Christianisme, Casterman, 1957
- François Houang, De l'humanisme à l'absolutisme, Vrin, 1954
- François Houang, Le néo-hegelianisme en Angleterre, la philosophie de Bernard Bosanquet,  Vrin, 1954[6]